# الردودنيت
الردودنيت، من أحجار الزينة، واسمها يأتي من اليونانية «رودوس»، وهو ما يعني «الوردي». وهو يتوافق مع لون هذا المعدن، لأن حجارة الرودونيت تكون من اللون الوردي، القرمزي، وأحيانا مع مسحة رمادية. ويرتبط هذا اللون مع وجود من كمية كبيرة من المنغنيز في تكوينها. ولكنها ليست متجانسة. هناك ألوان أخرى مثل: الأحمر المشرق، والبني الغامق، والمتوسط السطوع. هذا التلوين، يعتمد على نسبة المحتوى من المعادن الأخرى في ذلك.

## التركيب البللوري
الميول الثلاثي
- المكونات:سيليكات المنجنيز،
- درجة الصلابة: 6
- الجاذبية النوعية: 3.60
- معامل الانكسار: 1.71 – 1.73
- الانكسار المزدوج: 0.041
- اللمعان: زجاجي.

يتميز الردودنيت، بلون وردي محمر، إلا أن خامته المحتوية على تعرقات سوداء أكثر شيوعًا من تلك الخامة ذات اللون الوردي. وعادة ما تكون كتل الرودنيت معتمة، إلى شبه شفافة، ومقطوعة ومنحوته على شكل كابوشون أو كرات. والبللورات الشفافة نادرة وهشه، ولكن يتم تقطيع بعضها للهواة.

## تواجده
تم العثور على البللورات وكتل المادة الخام، في اليورال، روسيا، والسويد، وأستراليا، وهناك أماكن أخرى تحوي الردودنيت والذي يحتوي على حبيبات دقيقة مثل: البرازيل، والمكسيك، وفي الولايات المتحدة الأمريكية، وكندا، وإيطاليا، والهند، ومدغشقر، وجنوب أفريقيا، واليابان، ونيوزلندا وإنجلترا.

## المصدر
1. ↑  حجارة الرودونيت - تاليسمان من المبدعين نسخة محفوظة 8 يونيو 2020 على موقع واي باك مشين.